# Bofetadas deportivas
Bofetadas deportivas (deporte) es un reciente deporte masculino o femenino proveniente de Estados Unidos y popularizado en Rusia que consiste en dar golpes en la mejilla con la mano abierta a su contrincante hasta que el oponente se rinda o termine noqueado. El deporte apareció en Rusia en 2016 pero se hizo popular solo a principios de 2019 cuando se llevó a cabo el primer campeonato mundial en bofetadas deportivas en Krasnoyarsk (Rusia) que forma parte del festival internacional de deportes Sarychev Power Expo de Moscú (Rusia).

## Características
En cada "duelo" de bofetadas participan dos hombres quienes se turnan para dar golpes en la mejilla el uno al otro. En este caso, no pueden evadir golpes ni poner un bloque. La competición se celebra sin guantes y sin protección. El objetivo de la competición es desarmar al rival con una buena bofetada, es decir,  para ganar uno de los deportistas tiene que noquear al otro. Cualquier persona mayor de 18 años puede participar en la competición. Sin embargo, según las reglas y normativas de la competición, solo aquellos que consultaron a un médico pudieron participar en el torneo, ya que la participación en tales eventos podría provocar lesiones. El deporte no cuenta con la categoría de peso, por lo cual muchas veces las competencias no son justas ya que la confrontación se realiza entre oponentes de diferente contextura física y capacidad. Después de recibir bofetada los participantes cierran los ojos, se tambalean, sangran por la nariz, pierden algunos dientes y hasta pueden llegar a sufrir daño neuronal.

## Torneos de bofetadas deportivas
Los campeonatos y torneos de bofetadas deportivas se realizan desde hace mucho y no solo en Rusia, también es común en Estados Unidos, sobre todo, en Texas. Sin embargo, estos torneos nunca han sido de nivel profesional, sino amateur. Así pues, el primer campeonato profesional fue realizado en Moscú (Rusia) en mayo de 2018.
El primer campeonato mundial de bofetadas deportivas fue celebrado el 20 de marzo de 2019 en la ciudad siberiana de Krasnoyarsk (Rusia) en el festival de deportes Siberian Power Show que forma parte del festival internacional de deportes Sarychev Power Expo. El ganador del concurso fue Vasili Kamotski de 28 años y 160 kilos y que fue premiado con 30,000 rublos ($ 470). El responsable de la organización del Siberian Power Show fue Denís Kiyutsin.